# 森下徹
森下 徹（もりした とおる、1963年7月 - ）は、日本の歴史学者。専門は日本史。山口大学教授。学位、博士（文学）（東京大学・1993年）。

## 来歴
1963年、大阪府生まれ。岡山操山高等学校卒業。1986年、東京大学文学部国史学科卒業。1993年、同大学院人文科学研究科博士課程修了。同大学より「近世雇用労働史の研究」で博士（文学）の学位を取得。山口大学教育学部助教授、2007年同大学准教授、2009年同大学教授を歴任。同大学教育学部社会科教育講座大学院教授となる。

## 業績・研究

### 論文
- 森下徹「近世雇用労働史の研究」 博士論文 東京大学、甲第10264号、1993年、 NAID 500000118909
- 「日本近世雇用労働史の研究」（東京大学出版会、1995年）
- 「近世瀬戸内海地域の労働社会」（渓水社、2004年)[1]
- 森下徹「幕府普請役への萩藩の対応をめぐって」『やまぐち学の構築』第9号、山口大学研究推進体「やまぐち学」構築プロジェクト、2013年3月、43-57頁、NAID 120005595987。

### 著書
- 『武家奉公人と労働社会』山川出版社、日本史リブレット、2007年
- 『武士という身分―城下町萩の大名家臣団』吉川弘文館、2012年
- 『近世都市の労働社会』吉川弘文館、2014年

### 共編著
- 『史料を読み解く 2』（吉田伸之共編、山川出版社、2006年）
- 『武士の周縁に生きる』（編.吉川弘文館、身分的周縁と近世社会、2007年）